# Duplachionaspis oblonga
Duplachionaspis oblonga är en insektsart som beskrevs av Chen 1983. Duplachionaspis oblonga ingår i släktet Duplachionaspis och familjen pansarsköldlöss. Inga underarter finns listade i Catalogue of Life.